# Curt Hjelm
Pour les articles homonymes, voir Hjelm (homonymie).
Curt Hjelm (né le 3 novembre 1913 en Suède et mort à une date inconnue) est un joueur de football suédois.
Il est surtout connu pour avoir terminé meilleur buteur du championnat de Suède lors de la saison 1937-1938 avec treize buts.